# Список объектов всемирного наследия ЮНЕСКО в ЦАР
В спи́ске объе́ктов Всеми́рного насле́дия ЮНЕ́СКО в Центральноафрика́нской Респу́блике значатся 2 наименования (на 2014 год), это составляет 0,2 % от общего числа (1248 на 2025 год).
Оба объекта включены в список по природным критериям. В 1997 году национальный парк Маново-Гоунда-Сен-Флорис внесён в список всемирного наследия, находящегося под угрозой.
Кроме этого, по состоянию на 2014 год, 9 объектов на территории государства находятся в числе кандидатов на включение в список всемирного наследия, в том числе 6 — по культурным, 2 — по природным и 1 — по смешанным критериям.
Центральноафриканская Республика ратифицировала Конвенцию об охране всемирного культурного и природного наследия 23 августа 1978 года. Первый объект на территории Центральноафриканской Республики был занесён в список в 1988 году на 12-й сессии Комитета всемирного наследия ЮНЕСКО.

## Список
Объекты расположены в порядке их добавления в список всемирного наследия.
| # | Изображение | Название | Местоположение               | Время создания | Год внесения в список | №    | Критерии |
| - | ----------- | --- | ---------------------------- | -------------- | --------------------- | ---- | -------- |
| 1 |             | Национальный парк Маново-Гоунда-Сен-Флорис (фр. Parc national du Manovo-Gounda St Floris)                                                        | Префектура: Баминги-Бангоран | 1979           | 1988                  | 475  | ix, x    |
| 2 |             | Лес Санга трёх наций · (фр. Trinational de la Sangha): · а) Нубале-Ндоки ( Республика Конго); · б) Лобеке ( Камерун); · в) Дзанга-Санга ( ЦАР) · | Префектура: Санга-Мбаэре     |                | 2006                  | 1380 | ix, x    |

## Предварительный список
В таблице объекты расположены в порядке их добавления в предварительный список.
| # | Изображение | Название | Местоположение                                                                         | Время создания | Год внесения в предварительный список | №    | Критерии      |
| - | ----------- | --- | -------------------------------------------------------------------------------------- | -------------- | ------------------------------------- | ---- | ------------- |
| 1 |             | Мегалиты в Буаре (фр. Les mégalithes de Bouar) | Префектура: Нана-Мамбере Субпрефектура: Буар Округ: Нареме                             |                | 2006                                  | 4003 | культурные    |
| 2 |             | Тата (укреплённый дворец) султана Сенусси, пещеры Кага-Кпунгуву, город Нделе (фр. Le Tata (palais fortifié) du Sultan Sénoussi, les grottes de Kaga-Kpoungouvou, la ville de Ndélé)   | Префектура: Баминги-Бангоран Субпрефектура: Нделе Коммуна: Эль-Кути Город: Нделе       |                | 2006                                  | 4004 | культурные    |
| 3 |             | Палеометаллургические объекты в Банги (фр. Les sites paléo-métallurgiques de Bangui)                                                                                                  | Префектура: Банги Субпрефектура: Омбелла-Мпоко Коммуна: 4-й район Банги Округ: Гобонго |                | 2006                                  | 4005 | культурные    |
| 4 |             | Наскальные рисунки в Ленго (фр. Les gravures rupestres de Lengo) | Префектура: Мбому Субпрефектура: Бакума Деревня: Ленго                                 |                | 2006                                  | 4006 | культурные    |
| 5 |             | Остатки поезда в Зинге (фр. Les vestiges du train de Zinga) | Префектура: Лобае Субпрефектура: Монгумба Коммуна: Монгумба Деревни: Зинга, Монго      |                | 2006                                  | 4007 | культурные    |
| 6 |             | Комплексный заповедник Мбаэре-Бондинге (фр. La Réserve intégrale de la Mbaéré-Bondingué)                                                                                              | Префектура: Санга-Мбаэре Субпрефектура: Бамбио Коммуна: Бамбио                         |                | 2006                                  | 4009 | ix, x         |
| 7 |             | Водопады Мби (фр. Les chutes de la Mbi) | Префектура: Омбелла-Мпоко Субпрефектура: Боссембеле Коммуна: Боданга Округ: Бабоданга  |                | 2006                                  | 4010 | vii           |
| 8 |             | Холмы и равнины, река Убанги и рукотворное колониальное наследие города Банги (фр. La colline et la plaine, la rivière Oubangui et le patrimoine colonial bâti de la ville de Bangui) | Префектура: Лобае Субпрефектура: Монгумба Коммуна: Монгумба Деревни: Зинга, Монго      |                | 2006                                  | 4011 | культурные    |
| 9 |             | Образец леса и жилого лагеря пигмеев ака Центральноафриканской Республики (фр. La forêt et les campements résidentiels de référence pygmée AKA de la République Centrafricaine)       | Префектура: Лобае Субпрефектуры: Монгумба, Мбаики                                      |                | 2006                                  | 4012 | x (смешанные) |